# Ludvik Bernard Grbec
Ludvik Bernard Grbec (včasih tudi Gerbec ali Gerbetz), slovenski zdravnik in okulist, * 14. avgust 1805, Škofja Loka, † 13. marec 1880, Idrija.

## Življenje in delo
Rojen je bil v Škofji Loki v hiši na Mestnem trgu. Študiral je na dunajski Medicinski fakulteti, kjer je napravil specializacijo iz okulistike. Do leta 1835 je bil zasebni zdravnik v Ljubljani, nato kratek čas v Vipavi. Med letoma 1836 in 1875 je deloval kot okrožni zdravnik v rudniku živega srebra Idrija. Ukvarjal se je s preventivo in zdravljenjem zastrupitve z živim srebrom (merkurializem).  Predvsem zaradi slednjega je bil zelo cenjen med kolegi. Upokojil se je leta 1875. Leta 1876 pa je postal cesarski svetnik. 
Bil naj bi prvi dr. med. okulist v slovenskih deželah.

## Disertacija
- Dissertatio inauguralis medica de menstruis (1832) (COBISS) - Disertacija je s področja ginekologije in obravnava menstruacijo.